# Lotsörebacken

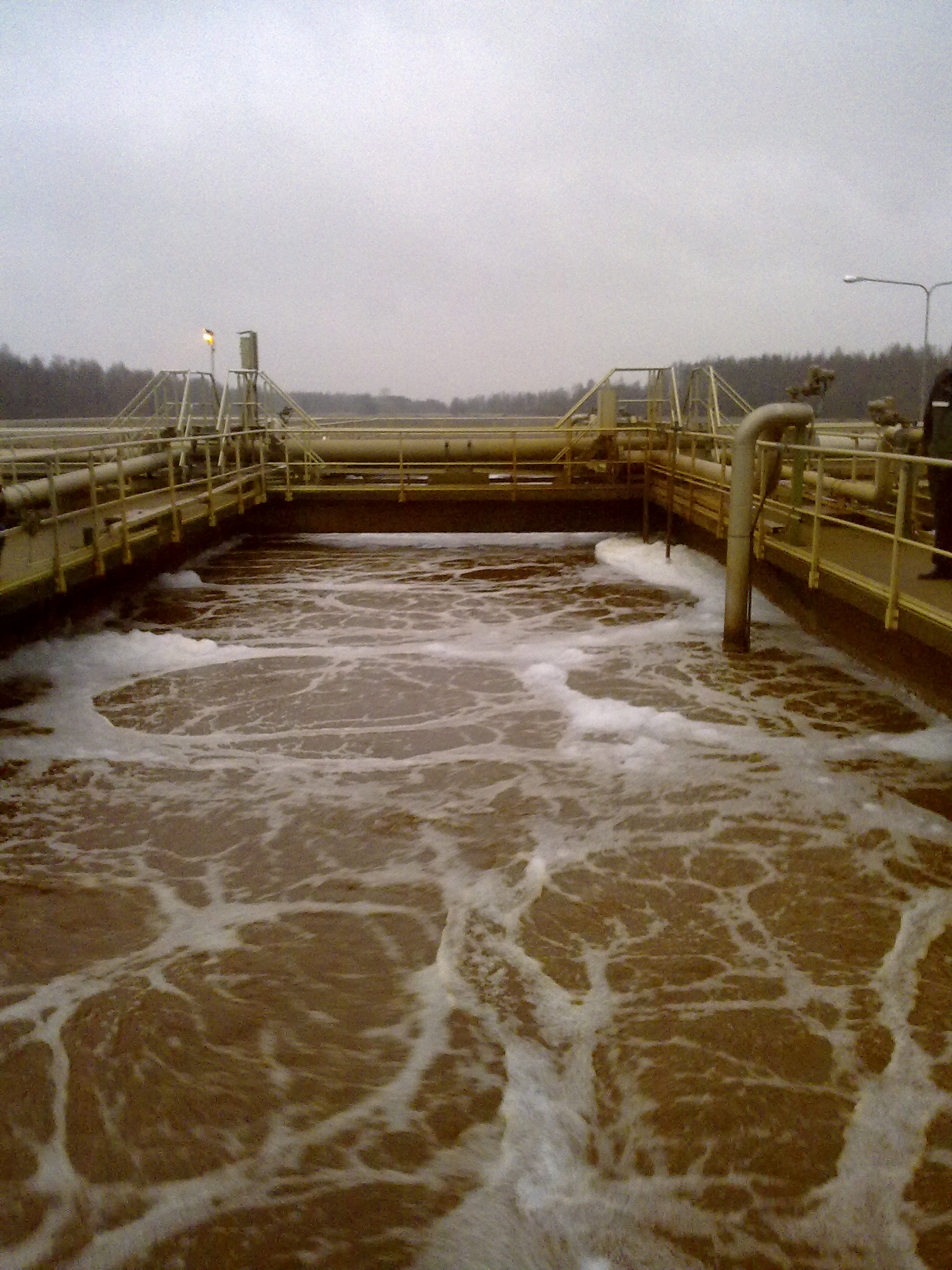
Avloppsreningsverket i Lotsörebacken.

Lotsörebacken (finska: Luotsinmäki) är stadsdel (nr 49) i nordvästra Björneborg, Finland. Stadsdelen är belägen öster om Kumo älv. Området har en lantlig prägel med flacka åkrar och gles bebyggelse. Där finns sommarstugor som byggts under 1950 och 1960-talen och stadens avloppsreningsverk. En bana för motocross och en bana för vinthundar har anlagts.